# Белл, Чичестер Александр
Чичестер Александр Белл (англ. Chichester Alexander Bell; 1848—1924) — химик, изобретатель и конструктор, двоюродный брат изобретателя телефона Александра Белла.

## Биография

### Семья
Родился в семье логопеда и преподавателя красноречия Дэвида Чарльза Белла (David Charles Bell), который приходился старшим братом знаменитому автору системы «Зримой речи» Александру Мелвиллу Беллу и был дядей Александру Беллу, изобретателя телефона.

### Детские и юные годы
Современники отмечали его неистовый нрав: Чичестер играл в хоккей, боксировал и участвовал в призовых боях.

### Зрелые годы
30 июня 1869 года он получил степень Бакалавра Медицины в Тринити Колледж (Trinity College) в Дублине. После получения степени Чичестер занимался частной врачебной практикой и стал профессором химии в Университетском колледже Лондона. Чичестер Белл вращался в высоких кругах, он учил итальянский язык вместе с писателем Бернардом Шоу (позже тот признался, что ничему итальянскому не научился, но очень много узнал о физиологии и патологии). Впоследствии он послужил прообразом главного героя в пьесе Бернарда Шоу «Дилемма доктора». Так же Чичестер обладал знакомствами в высшем свете и два года был персональным учителем химии герцога Мальборо.
В 1880 году Александр попросил его принять участие в его опытах в Лаборатории имени Вольта, и Чичестер охотно согласился. Одним из первых плодов их совместной работы стал Спектрофон, устройство для спектрального анализа.
В ходе дальнейших опытов в лаборатории Вольта Белл и Тэйнтер создавали новые конструкции телефонных приемников и передатчиков. Но главным их триумфом стало создание графофона, устройства для записи звука, которое превосходило фонограф Эдисона по всем параметрам. В нём звук фиксировался резцом на картонном цилиндре с вощеной поверхностью. В 1886 году была основана Графофонная компания имени Вольта (The Volta Graphophone Company). Предприятие нашло инвесторов и обеспечило своих основателей богатством и славой.
В 1889 году женился на Антуанетте Айвс (Antoinette Ives).
За свои работы по созданию графофона Чичестер Белл был награждён медалью Джона Скотта в 1900 году.
Умер 11 марта 1924 года.

## Патенты
1. U.S. Patent № 336,081. C.A. Bell. Transmitter for Electric Telephone Lines, Patented Feb. 16, 1886
2. U.S. Patent № 336,082. C.A. Bell. Jet Microphone or Apparatus for Transmitting Sounds by Means of Jets. Patented Feb. 16, 1886.
3. U.S. Patent № 336,083. C.A. Bell. Telephone Transmitter. Patented Feb. 16, 1886.
4. U.S. Patent № 341,212. A.G. & C.A. Bell & S. Tainter. Reproducing Sounds from Phonograph Records. Patented May 4, 1886.
5. U.S. Patent № 341,213. A.G. & C.A. Bell & S Tainter. Transmitting And Recording Sounds By Radiant Energy. Patented May 4, 1886
6. U.S. Patent № 341,214. C.A. Bell & S. Tainter. Recording and reproducing speech and other sounds. Patented May 4, 1886.